# Малая Буконь
Малая Буконь (каз. Кіші Бөкен) — упразднённое село в Кокпектинском районе Абайской области Казахстана. Упразднено в 2019 г. Входило в состав сельского округа им. Койгельды. Код КАТО — 635045300.

## Население
В 1999 году население села составляло 134 человека (65 мужчин и 69 женщин). По данным переписи 2009 года, в селе проживало 96 человек (46 мужчин и 50 женщин).